# Сомерсет-Вест
Сомерсет-Вест (англ. Somerset West, афр. Somerset-Wes) — місто в Західно-Капській провінції Південно-Африканської Республіки з населенням близько 30 тис. мешканців. Знаходиться за 30 км на схід від Кейптауна та за 10 км від узбережжя.